# Tilsa Lozano
Tilsa Marcela Lozano Sibila (Lima, 31 de octubre de 1982) es una modelo, personalidad de televisión y empresaria peruanoargentina. Ha conseguido notoriedad por sus participaciones en diversos programas de televisión en Perú, además de haber sido una modelo de Playboy TV.

## Biografía
Tilsa nació el 31 de octubre de 1982 en la ciudad de Lima, Perú. Lozano es hija de padre argentino Guillermo Lozano y de la peruana Monserrat Sibila. Toda su infancia, Tilsa estuvo viviendo en Argentina junto a sus padres, hasta los 14 años.
A los 15 años se mudó con su familia a la ciudad de Lima, Perú; exactamente en el Distrito 
 San Isidro. Desde muy niña participó en desfiles de modas. Durante su adolescencia, Tilsa reveló que tuvo un breve noviazgo con el peruano Yaco Eskenazi, donde eran vecinos.
Empezó a estudiar la carrera de Administración de Hoteles y Restaurantes en la Universidad San Ignacio de Loyola y laboró como mesera en un restaurante. Pero dejó ambos debido a la demanda de desfiles y eventos en los que empezó a participar en distintos países de América.

### Inicios en el medio
En 2006 debutó en la televisión y su primera aparición fue siendo parte de la plana mayor de modelos del programa de América Televisión Habacilar, conducido por Raúl Romero y Roger del Águila, donde compartió créditos con Tracy Freundt, Anahí de Cárdenas y la también debutante Elizabeth Aedo. Ese mismo año, tras haber ganado el concurso Miss Hawaiian Tropic Perú, participó en Miss Hawaiian Tropic realizado en Las Vegas como representante de Perú. En el año 2008, como miss Reef Perú, ganó Miss Reef International en Costa Rica. También participó en comerciales y sesiones de fotos para catálogos de moda en México, Miami, Chile, Argentina, Venezuela y Uruguay, y participó en eventos e imagen en Los Ángeles, Seattle y Nueva York.

### Incursión en Playboy TV
Tilsa, a través de un fotógrafo, recibió la propuesta de trabajar para Playboy. Después de dos meses, sus fotos pasaron la selección para poder ser parte de la marca. Playboy la llevó a Argentina, donde firmó contrato para series. En 2008, recibió el título miss Playboy TV Latinoamérica e Iberia, luego de haber ganado Miss Playboy TV Perú. El mismo año participó de la serie erótica Surfing Attraction y el siguiente en el programa de telerrealidad Bunny World, ambos transmitidos por la cadena Playboy TV. En Surfing Attraction, Tilsa interpretaba a una surfista quien lo dejaba todo para entregarse por completo al placer.
En febrero de 2010, viajó a Argentina para grabar, de nuevo para Playboy TV, la serie erótica Seduction weapons, en la cual interpretó a Jackie, una líder de un grupo de asesinas. A mediados de año, Playboy la contrató para la conducción de un programa nocturno que se grabó en Lima.
A pesar de haber apareado en series de la marca Playboy, Tilsa no es considerada una ‘conejita', pues nunca apreció en ningún ejemplar de la conocida revista de entretenimiento masculino.

### Modelaje y empresaria
Tilsa posó para portadas de revistas como Maxim de España, SoHo de Colombia, Cosas Hombre y Caras. También trabajó con los diseñadores Claudia Bertolero, Fabrizio Célleri, Jennifer Nicholson, Ana María Guiulfo, Sitka Semsch, entre otros.
Paralelamente, Tilsa lanzó su marca de lencería, la línea de jeans Mossimo For Tilsa, de la mano de la marca Mossimo, y poco después salió a la venta su línea de bikinis. Concursó brevemente en el programa de telerrealidad de baile El gran show. También apareció en el videoclip Puede ser, de la banda peruana de rock alternativo Materia.
Considerada como una cotizada modelo peruana, siguió su carrera participando en desfiles como Asia Fashion Weekend, Lima está de Moda, Playa Redondo, Fuente Mágica, Gran Muralla, Puente de los Suspiros, 09 Plaza Lima Sur, Fashion FIA 2010 y Mall Mega Plaza otoño-invierno 2010. Lozano también fue contratada como imagen de las marcas de ropa Leonisa y Kinkyssimo Sexy Boutique. Además, apareció en comerciales de las marcas Pilsen, Pepsi, Sony, Pall Mall, Telefónica del Perú, Perú Cola, Brahma y Axe.
Para los años 2011 y 2012, publicó un calendario a través de su cuenta en Facebook.
Con una imagen más mediática,Lozano empezó a realizar presentaciones junto a las modelos y amigas Jazmín Pinedo y Maricrís Rubio bajo el seudónimo de "Las Vengadoras" en mayo de 2012,grupo que también lanzó un cómic para la empresa Sodimacy fue imagen local de X-Boom de LG.En 2016 el grupo apareció en un mitin político de Alianza Popular.

### Incursión como presentadora de TV
En 2014 ingresó como coconductora al programa de telerrealidad Titanes, emitido por Latina Televisión.
En 2015, empezó a conducir un magazine matinal llamado "Los Lozano", junto al presentador español Carlos Lozano, y emitido nuevamente por Latina Televisión. Sin embargo dicho programa fue cancelado a los dos meses por el bajo rating, y por el estado de embarazo de Tilsa.
En 2017 ingresó al programa de telerrealidad de baile El gran show como miembro del jurado. Se mantuvo en ese rol para el especial Reinas del show. En la actualidad es invitada recurrente como opinóloga en programas de América Televisión y Latina Televisión.
En 2023, Tilsa estrenó un podcast en Youtube titulado En portada, donde realiza entrevista a diversas personalidades peruanas.
En 2025, Beto Ortiz la anunció para participar en el programa La noche habla, enfocado en las experiencias de la nueva temporada de El valor de la verdad.

## Controversias
En 2013, Tilsa hizo público que tuvo una relación sentimental con el futbolista peruano Juan Manuel Vargas pese a que estaba casado con Blanca Rodríguez, desatando así uno de los escándalos de infidelidad más sonados de aquella época.La modelo se sentó en el programa El valor de la verdad en diciembre del mismo año para contar detalles de su amorío con el deportista.
Tiene una fuerte enemistad y enfrentamiento con Magaly Medina (quien la llamó «la amante número uno del Perú»)y Rodrigo González a quien demandó sin éxito por los apodos y críticas que le hizo.
Además, durante muchos años tuvo una rivalidad con la modelo peruana Olinda Castañeda, quien fue pareja de Jackson Mora, actual esposo de Tilsa. En 2019, Castañeda acusó a su entonces pareja, Jackson, de haberle sido infiel con la modelo.
En setiembre de 2022, Tilsa fue criticada en redes sociales por promocionar la marca TilsaFit, unas pastillas para bajar de peso que no cuentan con registro sanitario.

## Certámenes
- Miss Hawaiian Tropic Perú 2006, ganadora
- Miss Hawaiian Tropic 2006, representante de Perú
- Miss Reef Perú 2007, ganadora
- Miss Playboy TV Perú 2007, ganadora
- Miss Reef International 2008, ganadora
- Miss Playboy TV Latinoamérica e Iberia 2008, ganadora

## Discografía

### Sencillos
- 2013: «Soy soltera y hago lo que quiero» (con DJ Peligro)[33]
- 2014: «Soy mucho para ti» (con DJ Peligro)
- 2015: «Tú eres una envidiosa» (con DJ Peligro)
- 2016: «Desubicadas (Danger Style)» (con DJ Peligro)
- 2017: «Amor de verano» (con DJ Peligro y Leslie Shaw)

## Filmografía

### Televisión
| Año  | Título                        | Canal                   | Papel                    | Notas                                     | Ref |
| ---- | ----------------------------- | ----------------------- | ------------------------ | ----------------------------------------- | --- |
| 2006 | Habacilar                     | America Televisión      | Modelo                   | Programa de concursos                     | .   |
| 2008 | Surfing Attraction            | Playboy TV              | Uma                      | Rol principal,                            | .   |
| 2009 | El show de los sueños         | América Televisión      | Invitada                 | 1 episodio                                | .   |
| 2009 | Bunny World                   | Playboy TV              | Ella misma               |                                           | .   |
| 2009 | Fuego cruzado: Vidas extremas | ATV                     | Ella misma               | 1 episodio                                | .   |
| 2010 | Seduction Weapons             | Playboy TV              | Jackie                   |                                           | .   |
| 2010 | Seduction Weapons 2           | Playboy TV              | Jackie                   | .                                         |     |
| 2010 | El gran show                  | América Televisión      | Concursante              | Primera temporada, reemplazada            | .   |
| 2013 | El valor de la verdad         | Latina Televisión       | Participante             | 2 episodios                               | .   |
| 2014 | Titanes                       | Latina Televisión       | Conductora               | Programa de telerrealidad                 | .   |
| 2015 | Los Lozano                    | Latina Televisión       | Conductora               | Magazine                                  | .   |
| 2017 | El gran show                  | América Televisión      | Miembro del jurado       | Programa de telerrealidad                 | .   |
| 2017 | Amor de verano                | Latina Televisión       | Presentadora             | Magazine de espectáculos                  | .   |
| 2018 | Amor de verano                | Latina Televisión       | Presentadora             | Magazine de espectáculos                  | .   |
| 2018 | Los cuatro finalistas: baile  | Latina Televisión       | Jurado invitado          | 2 fechas, reemplaza a Pachi Valle-Riestra | .   |
| 2019 | En exclusiva                  | Panamericana Televisión | Presentadora             | Magazine de espectáculos                  | .   |
| 2021 | América hoy                   | América Televisión      | Colaboradora             | Magazine de espectáculos                  | .   |
| 2022 | América hoy                   | América Televisión      | Colaboradora             | Magazine de espectáculos                  | .   |
| 2023 | América hoy                   | América Televisión      | Colaboradora             | Magazine de espectáculos                  | .   |
| 2023 | El gran chef famosos          | Latina Televisión       | Participante, 4.º puesto | Programa de competencias culinario        | .   |
| 2024 | El gran chef famosos          | Latina Televisión       | Participante, 4.º puesto | Programa de competencias culinario        | .   |

### Cine
| Año  | Título              | Papel                  | Ref.   |
| ---- | ------------------- | ---------------------- | ------ |
| 2018 | No es lo que parece | Dra. Valentina Hidalgo | [ 34 ] |

### Internet
| Año  | Título     | Notas                 | Ref.   |
| ---- | ---------- | --------------------- | ------ |
| 2023 | En Portada | Conductora de Podcast | [ 25 ] |